# Ami belül van
Az Ami belül van (eredeti cím: It's What's Inside) 2024-ben bemutatott amerikai sci-fi filmthriller, amelyet Greg Jardin írt és rendezett. A főbb szerepekben Brittany O’Grady, James Morosini, Gavin Leatherwood, Nina Bloomgarden és Alycia Debnam-Carey látható.
Amerikában és Magyarországon 2024. október 4-én mutatták be a Netflix.

## Cselekmény
Shelby és Cyrus, valamint barátaik, Reuben, Dennis, Nikki, Brooke és Maya összegyűlnek Reuben családi házában egy buli alkalmából, Reuben közelgő esküvője előtt. Meghívást kapott közös barátjuk, Forbes is, akit azóta nem láttak, hogy egyetemi bulin kizárták az iskolából, mert elhozta középiskolás húgát, Beatrice-t. Beatrice, aki megszállottan rajongott Dennisért, aki akkoriban Nikki-vel járt, később elmegyógyintézetbe került.
Forbes megérkezik a buliba egy bőrönddel, amely egy olyan eszközt rejt, amellyel a résztvevők testet cserélhetnek egymással. Elmagyarázza, hogy ő és kollégái korábban ezt egy gyilkosos típusú játékhoz használták, ahol ki kellett találniuk, ki van kinek a testében. Egy rövid bemutató után a társaság végül beleegyezik a játékba, és Polaroid-fotókat készítenek az azonosítás érdekében.
Az első kör kezdetekor a csapat tévesen úgy gondolja, hogy Cyrus van Dennis testében, holott valójában Reuben testét kapta meg. Cyrus meglepetésére Forbes, aki ténylegesen Dennis testében van, belemegy a hazugságba, és úgy tesz, mintha ő lenne Cyrus. Cyrus úgy dönt, hogy ő is beáll a játékba, és találkozik Maya-val (aki Nikki testében van), akivel csókolóznak. Azonban Cyrus megvágja magát egy széken, és a Maya testében lévő személy félbeszakítja őket, amitől Maya gyanút fog, és távozik.
Később Cyrus találkozik Shelby-vel (aki Brooke testében van) és Reuben-nel (aki Cyrus testében van), akik épp rajta viccelődnek, különösen tánc iránti vonakodásán és pornónézési szokásain. Az első kör végén mindenki dicséri a játékot – kivéve Cyrust. Dennis bocsánatot kér Forbestól, amiért annak idején Reubennel együtt beköptek a dékánnak, ami Forbes kizárásához vezetett. Forbes elfogadja a bocsánatkérést, de Reuben részvétele úgy tűnik, meglepi és elgondolkodtatja.
Cyrus ideges lesz, és visszautasítja, hogy részt vegyen a második körben, majd összeszólalkozik Dennisszel. Cyrus panaszkodik Shelbynél Dennis viselkedése miatt, és azzal vádolja a lányt, hogy túl könnyen elnéz dolgokat, amin Shelby megsértődik. Forbes elmagyarázza, hogy ez lesz az utolsó kör, mielőtt a gépnek 24 órára újra kellene töltődnie. Végül Cyrus beadja a derekát, miután a korábban visszahúzódó Shelby lelkesen beleegyezik a részvételbe, de megbeszélnek egy jelet, hogy tudják, ki kinek a testében van.
Amikor a kör elkezdődik, Shelby Nikki testébe kerül, és hamar elbűvöli a lány jó megjelenése és sikeres közösségi médiás karrierje. Cyrus, aki Forbes testébe került, megtalálja Shelbyst, és szexelni kezdenek, de pánikba esik, és követeli, hogy hagyják abba a játékot. Amikor a csoport összegyűlik a házban, hogy visszacseréljék a testeket, a ház tetőterasza leszakad, és Reuben (Dennis testében) valamint Brooke (Maya testében) akik éppen ott szexeltek, lezuhannak és meghalnak.
Heves vita alakul ki arról, mit tegyenek. Forbes nem engedi, hogy rendőrt hívjanak, mert nem akarja, hogy a gép a hatóságokhoz kerüljön. Dennis, aki dühös, hogy Reuben testébe kellene költöznie, összeveszik Cyrusszal, és felfedi, hogy Cyrus csak azért kezdett el Shelbynél próbálkozni, mert nem jöhetett össze Nikkivel. Dennis felhívja a rendőrséget, és azt állítja, hogy Cyrus ölte meg Dennist és Mayát. Forbes megpróbál megszökni a géppel, de Nikki lefegyverzi. Shelby pedig visszautasítja, hogy visszacseréljen, és elhagyja Nikki testét.
Cyrus megpróbál kibékülni Shelbynel, de Maya elmondja a lánynak, hogy Cyrus megcsókolta őt a játék első körében, amikor Forbes-nak adta ki magát, Maya pedig Nikki testében volt. Forbes felébred, és Nikki megpróbálja rávenni, hogy cseréljenek vissza. Ekkor megjelenik Shelby, és azzal fenyegetőzik, hogy egy leleplező videóval tönkreteszi Nikki karrierjét. Shelby azt javasolja, hogy ha Cyrus valóban Nikkit akarja, akkor ő maradhat Nikki testében, Cyrus pedig költözzön Reuben testébe, míg Dennis – Cyrus testében – vállalja magára a gyilkosságokat. Nikki szövetséget köt Forbes-szal, hogy visszakerüljenek az eredeti testükbe. Shelbynek allergiás reakciója lesz a mogyoróvajtól, és Nikki csak akkor hajlandó odaadni neki az EpiPent, ha Forbes előbb ellenőrzi a gép vezetékét. Közben Dennis felfedezi, hogy a vagyonkezelő alapjából pénzt utaltak át egy offshore számlára, és Cyrust vádolja meg ezzel. A rendőrség megérkezik a házhoz, miközben a csoport aktiválja a gépet.
Másnap Beatrice megérkezik a házhoz, és megtudja, hogy az esküvőt lefújták. Amikor meglátja Dennist Forbes testében, elárulja, hogy ő az igazi Forbes, és hogy Beatrice cserélt vele testet, hogy bosszút álljon Dennisen és Nikin. A történtek után Maya Brooke testében van, Shelby és a börtönbe került Cyrus visszakerültek a saját testükbe, Nikki Reuben testében van, míg Beatrice, most Nikki testében, megszökik Dennis pénzével és a géppel.

## Szereplők
| Szerep   | Színész             | Magyar hang     |
| -------- | ------------------- | --------------- |
| Shelby   | Brittany O’Grady    | Staub Viktória  |
| Cyrus    | James Morosini      | Csiby Gergely   |
| Dennis   | Gavin Leatherwood   | Gacsal Ádám     |
| Maya     | Nina Bloomgarden    | Grisnik Petra   |
| Nikki    | Alycia Debnam-Carey | Kis-Kovács Luca |
| Brooke   | Reina Hardesty      | Szilágyi Csenge |
| Reuben   | Devon Terrell       | Miller Dávid    |
| Forbes   | David W. Thompson   | Timon Barna     |
| Beatrice | Madison Davenport   | László Lili     |

### Magyar változat
- Magyar szöveg: Tóth Gábor
- Hangmérnök: Bokk Tamás
- Vágó: László László
- Gyártásvezető: Derzsi Kovács Éva
- Szinkronrendező: Juhász Anna
- Produkciós vezető: Haramia Judit

A szinkront az Iyuno Hungary készítette el.

## A film készítése
2022 novemberében a Deadline Hollywood arról számolt be, hogy a független film befejezte a gyártást, miután 18 napig forgattak Portlandben. A filmet Greg Jardin rendezte és ő írta a forgatókönyvet is. A szereplőgárdát Brittany O’Grady, James Morosini, Alycia Debnam-Carey, Devon Terrell, Gavin Leatherwood, Reina Hardesty, Nina Bloomgarden, David W. Thompson és Madison Davenport alkották. A film a Such Content, az Edith Productions és a Boldly Go Productions koprodukciójában készült. A producerek William Rosenfeld, Kate Andrews, Jason Baum és Raùl Domingo voltak. Colman Domingo és Robert Kapp voltak a két vezető executive producer. A film zenéjét Andrew Hewitt szerezte.